# Avenasterol
Avenasterol es un esterol natural sin colesterol.